# William Serrano
William Francisco Serrano Morales (ur. 18 stycznia 1988) – salwadorski zapaśnik walczący w obu stylach. Ósmy na igrzyskach panamerykańskich w 2007. Brązowy medalista mistrzostw panamerykańskich w 2008, a także igrzysk Ameryki Środkowej i Karaibów w 2010. Zdobył dwa medale na igrzyskach Ameryki Środkowej w 2010 roku.